# عصب اولنار

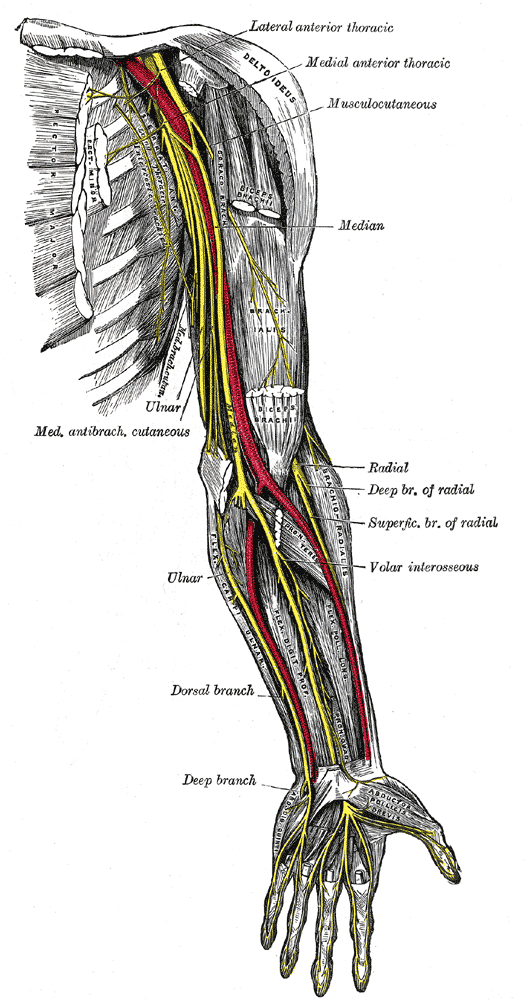
عصب زند زیرین در سمت انگشت کوچک دیده می‌شود.

عصب زند زیرین یا عصب اولنار (Ulnar nerve) عصبی است که در نزدیکی استخوان زند زیرین سیر می‌کند.
عصب زند زیرین را عصب زیرین‌زندی هم می‌گویند. این عصب پیام‌ها را به انگشت انگشتری و انگشت کوچک می‌رساند. عصب زیرین‌زندی بزرگ‌ترین عصب بدون محافظ در بدن انسان است و بنابراین آسیب به آن نیز زیاد روی می‌دهد. برخورد آن در ناحیه آرنج با لبه‌های تیز و غیره باعث حس خواب‌رفتگی و ناراحتی در دو انگشت یادشده می‌شود.
عصب زند زیرین در تمام مسیرش از زیر بغل تا نوک انگشتان ممکن است به علت ورود اجسام برنده پاره شود.  شایع‌ترین محل پارگی عصب زند زیرین در پایین ساعد و مچ دست است.

## مسیر
عصب زند زیرین از تنه داخلی شبکه بازویی منشأ گرفته و در سمت داخلی سرخرگ بازویی از بازو پایین می‌آید. در ناحیه آرنج از پشت فوق لقمه‌ای (اپی‌کندیل) داخلی عبور می‌کند و در این ناحیه می‌توان آن را در زیر پوست لمس کرد.
در ساعد عصب زیرین‌زندی در مجاورت سرخرگ زیرین‌زندی و در زیر ماهیچه خم‌کننده مچ دست طرف زند زیرین، به پایین سیر می‌کند. عصب زیرین‌زندی در ساعد شاخه‌هایی به ماهیچه یادشده و همچنین به قسمتی از ماهیچه خم‌کننده عمقی انگشتان می‌دهد.
در مچ دست همراه با سرخرگ زند زیرین (شریان اولنار) از روی رباط عرضی مچ دست و از داخل کانال گویان عبور کرده و به کف دست می‌رسد. در کف دست عصب اولنار به شاخه‌های متعددی تقسیم می‌شود. شاخه‌های حرکتی آن به تمام عضلات کنارکف‌دستی (هیپوتنار) و بین استخوانی و به تعدادی از ماهیچه‌های کف‌دستی (تنار) و ماهیچه‌های کرمی (لومبریکال‌های) سوم و چهارم می‌رسند و شاخه‌های حسی آن حس کف دستی انگشت کوچک و قسمت داخلی انگشت انگشتری را تأمین می‌کند.
عصب زند زیرین با عبور از عقب فوق‌لقمه‌ای داخلی و عبور از بین دو سر ماهیچه خم‌کننده مچ به زند زیرین وارد ناحیه قدامی ساعد می‌شود و در بین ماهیچه‌های خم‌کننده مچ به زند زیرین و خم‌کننده عمقی انگشتان طی مسیر می‌کند، در دو ثلث تحتانی مسیرش با سرخرگ زند زیرین همراه می‌باشد در جلوی مفصل مچ عصب سطحی شده و با عبور از بین زردپی‌های ماهیچه‌های خم‌کننده مچ به زند زیرین و تاکننده سطحی انگشتان، از جلو نگهدار خم‌کننده دست (فلکسور رتیناکولوم) عبور کرده و وارد دست می‌شود شاخه‌های آن در ساعد شامل شاخه‌های عضلاتی، مفصلی (برای مفصل آرنج)، شاخه کف‌دستی عصب میانی و پشتی می‌باشد.

## نگارخانه

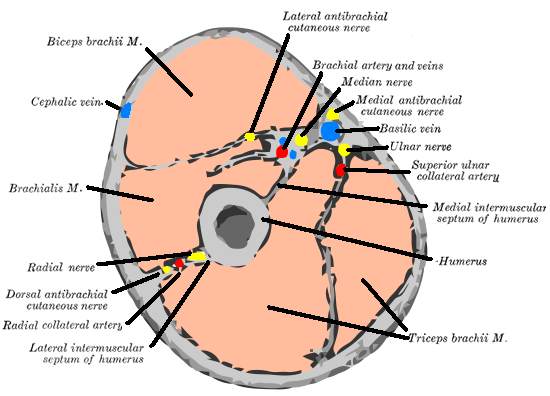
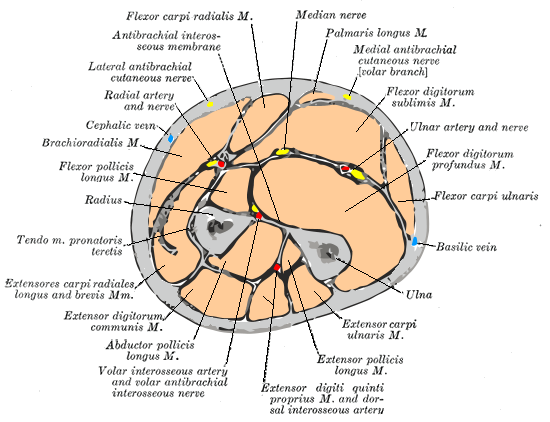
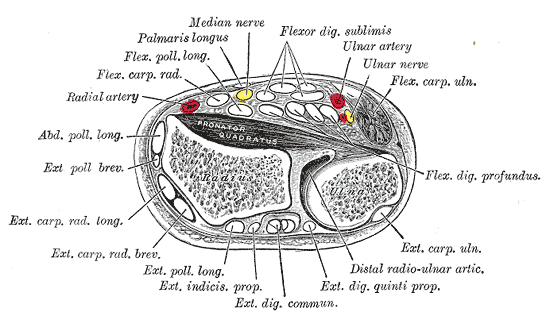
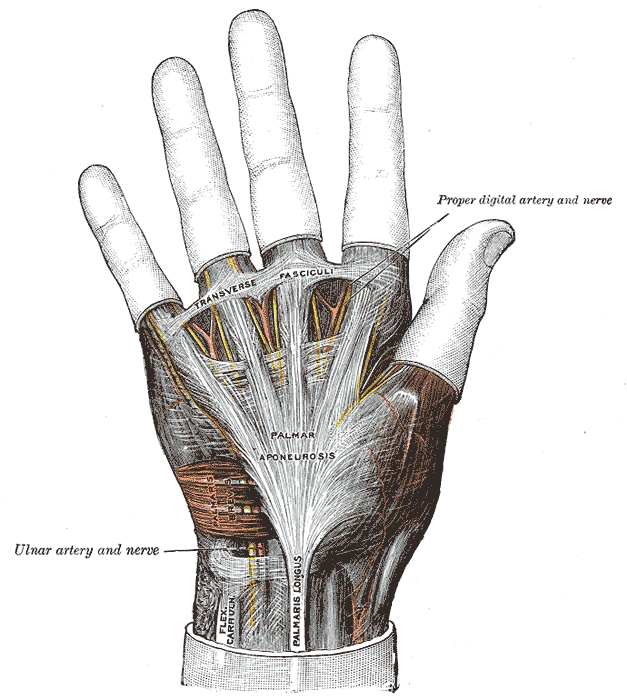
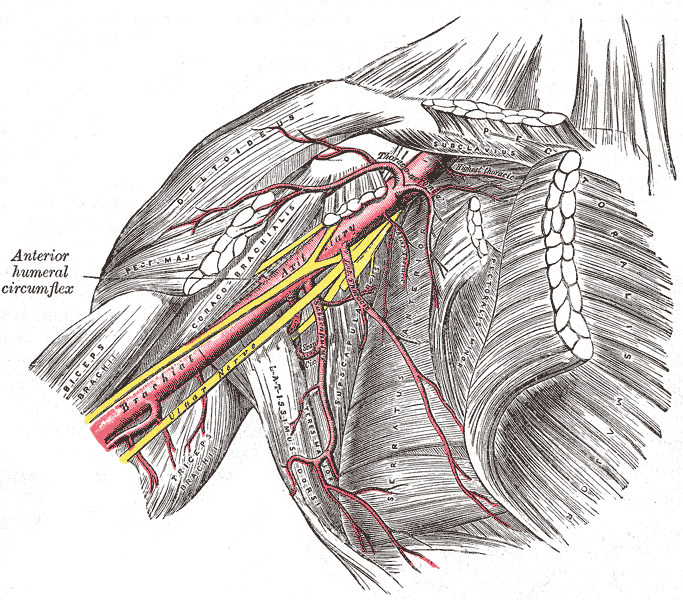
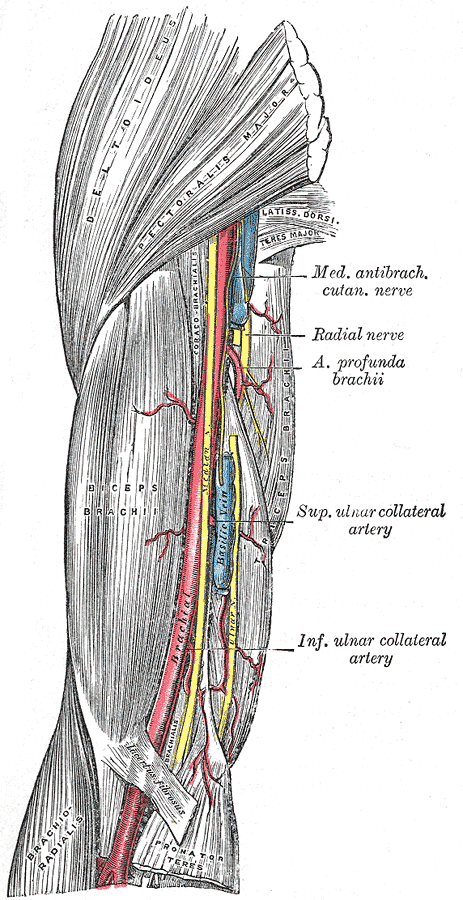
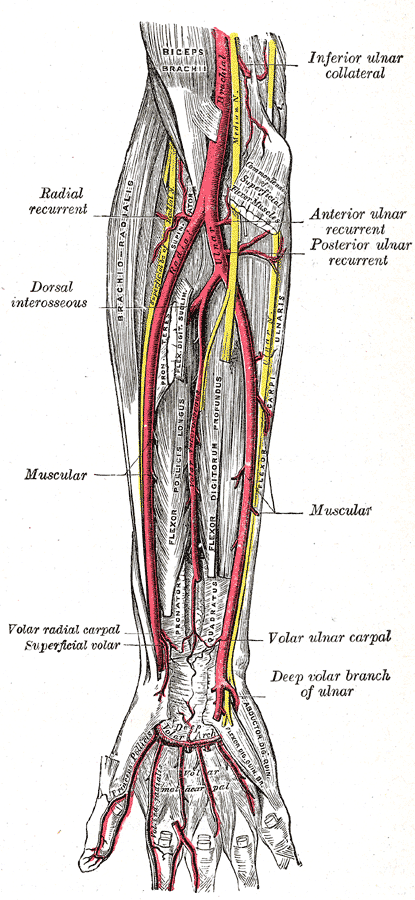
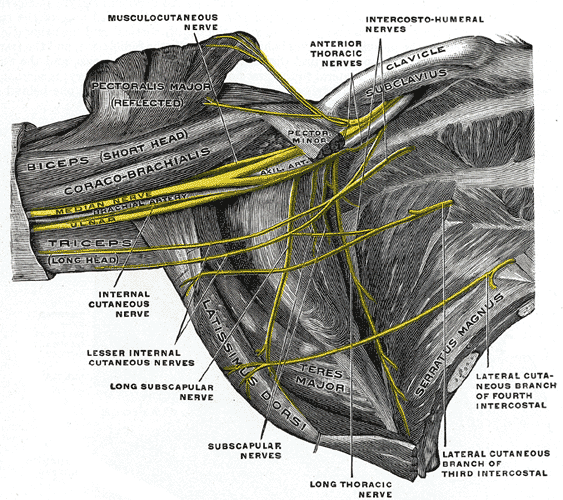
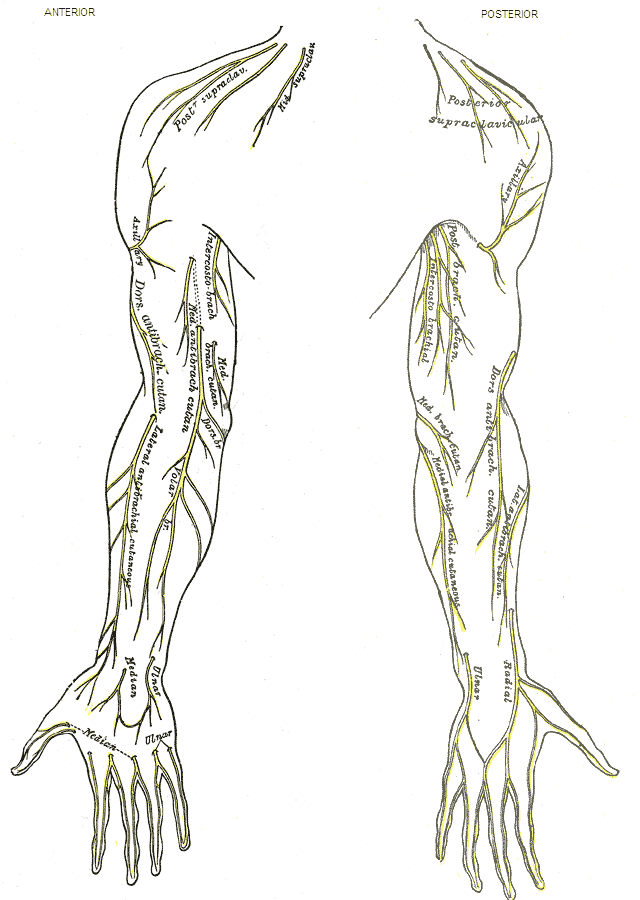
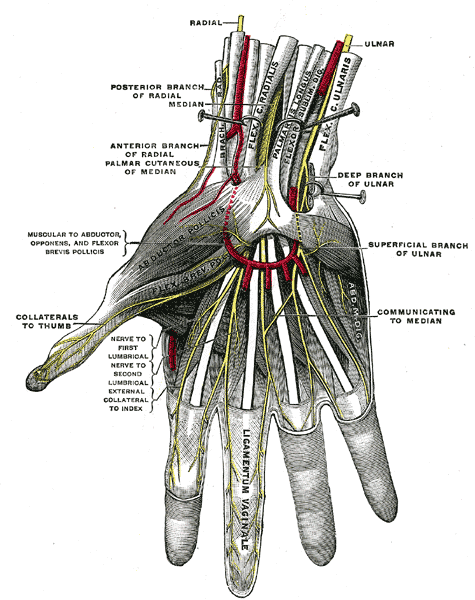
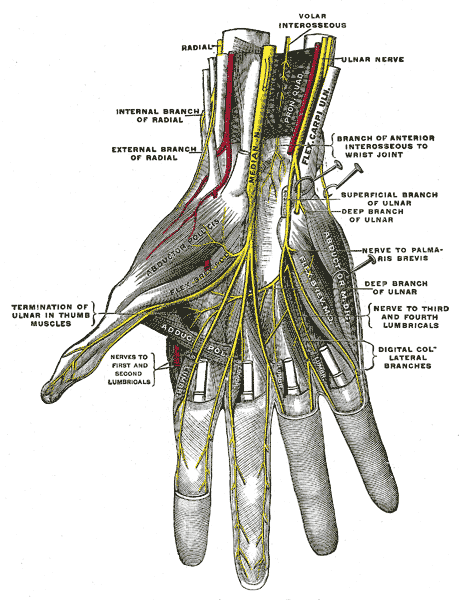
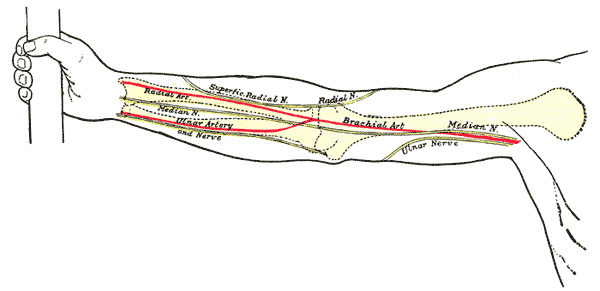
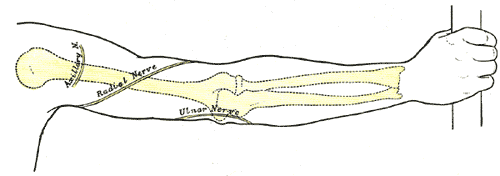
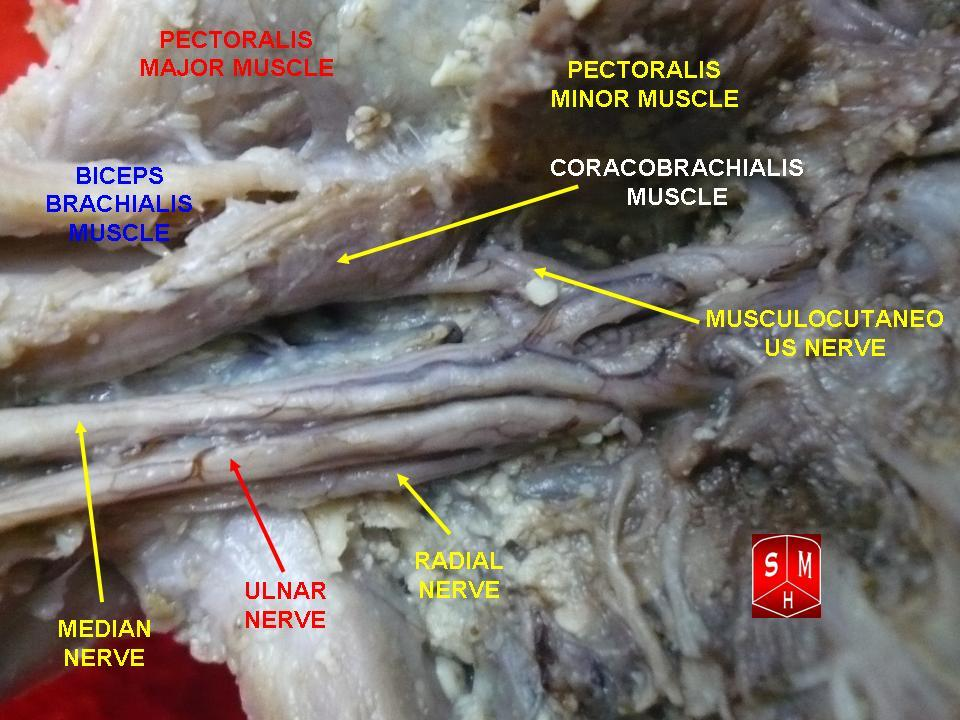
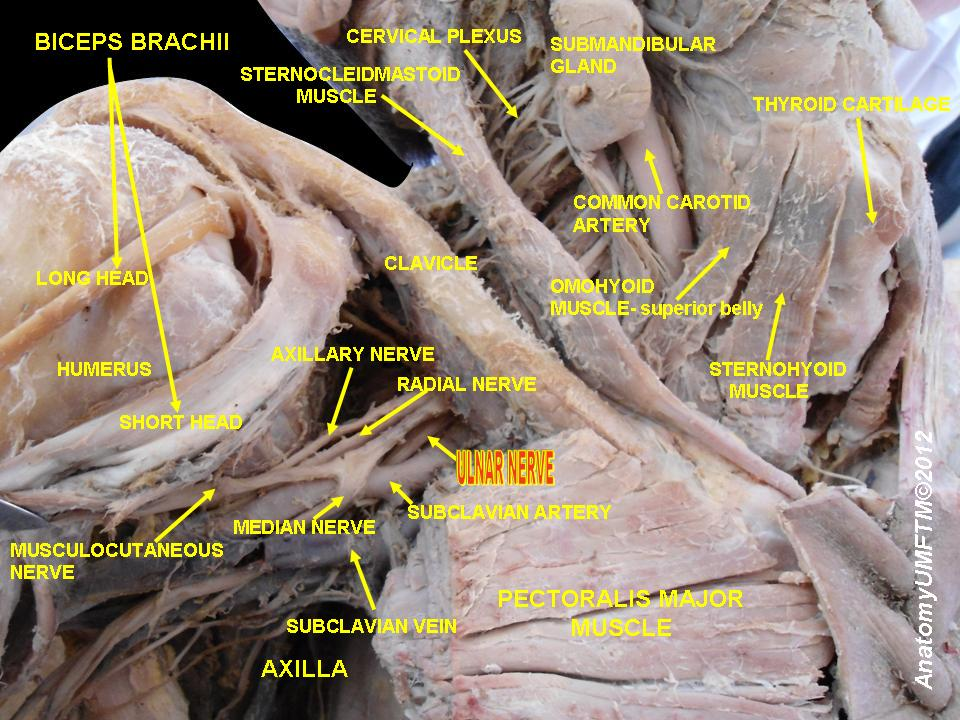
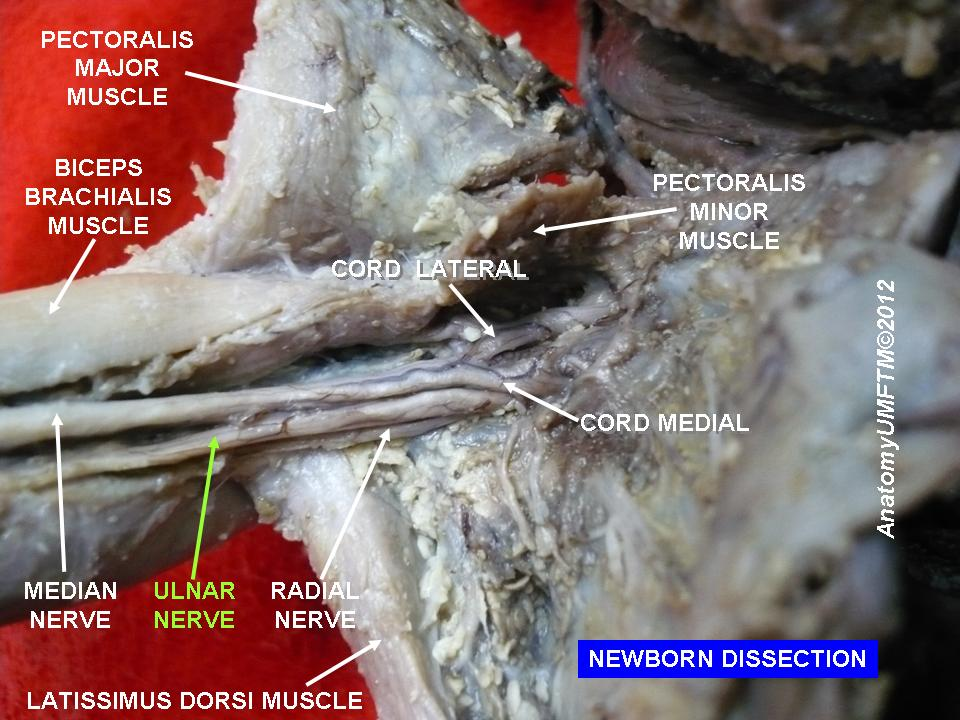
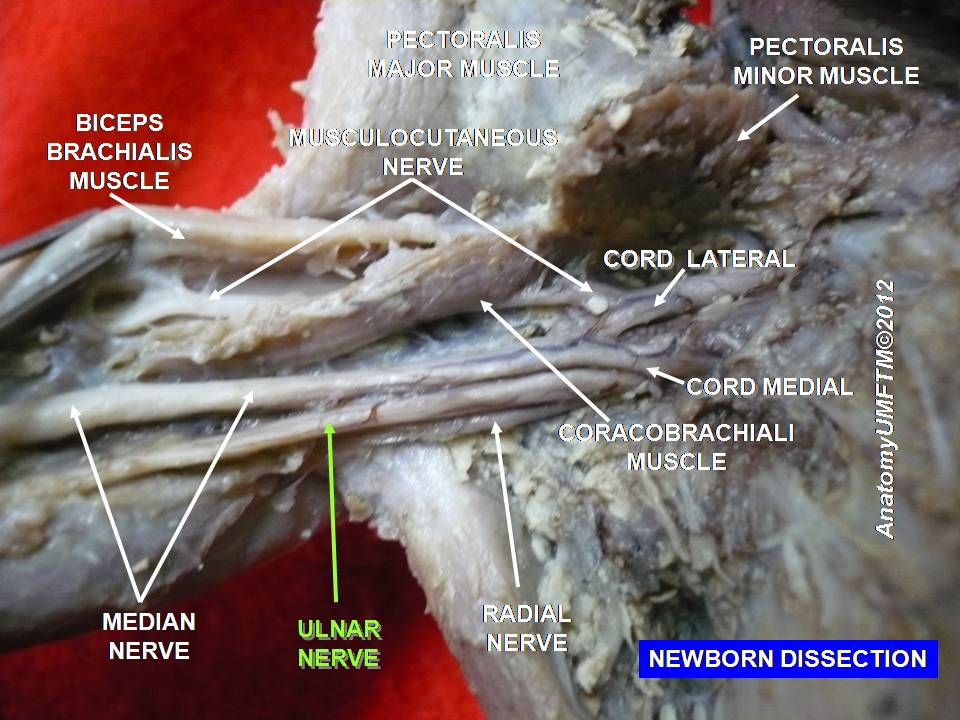
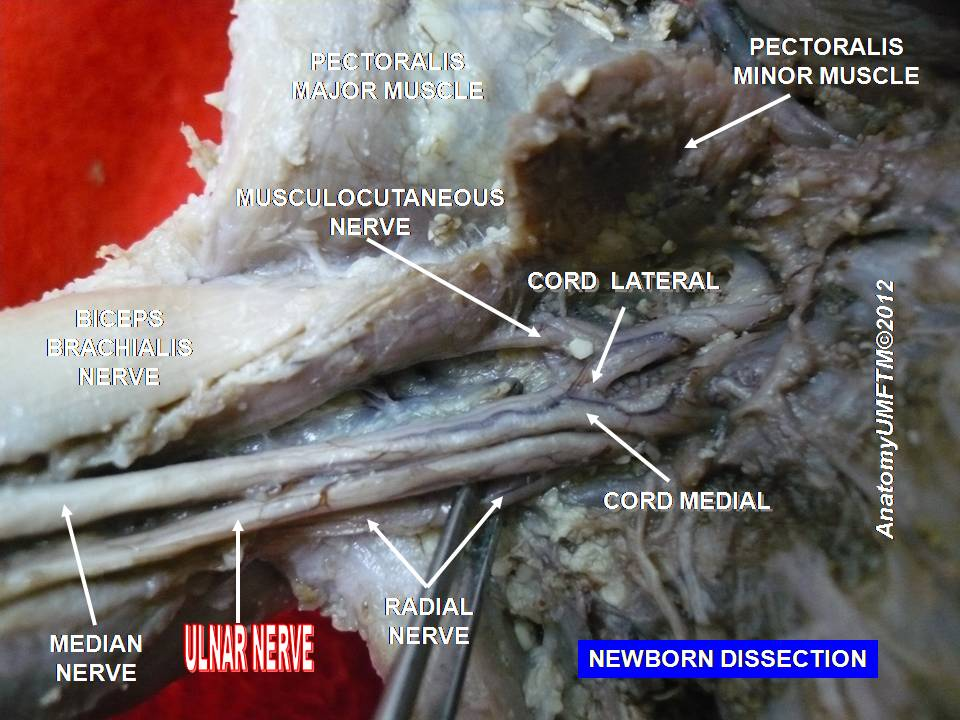
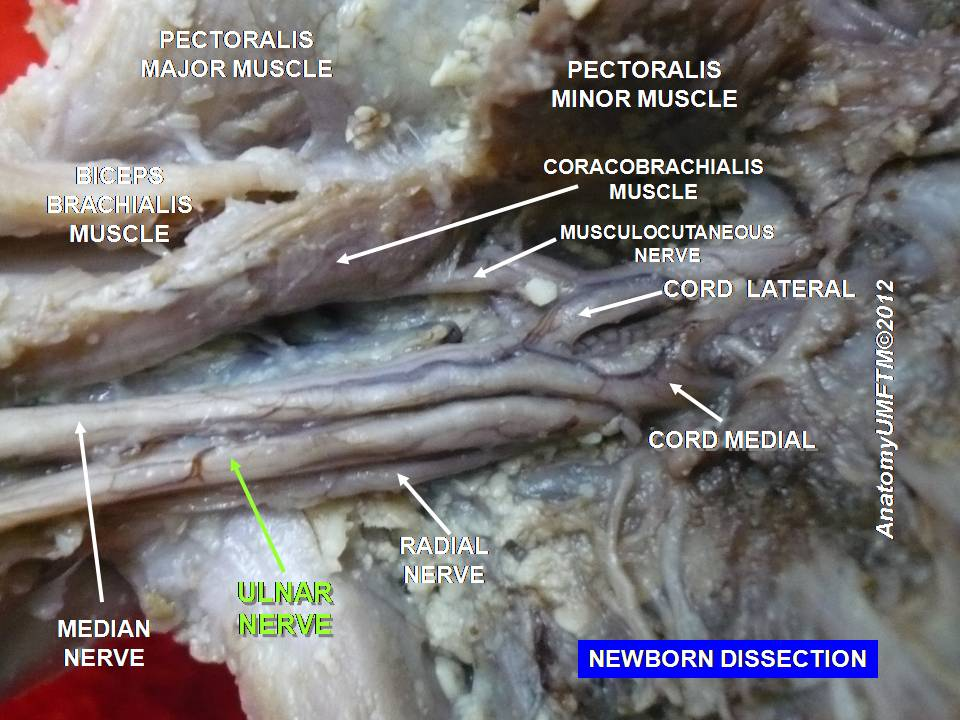
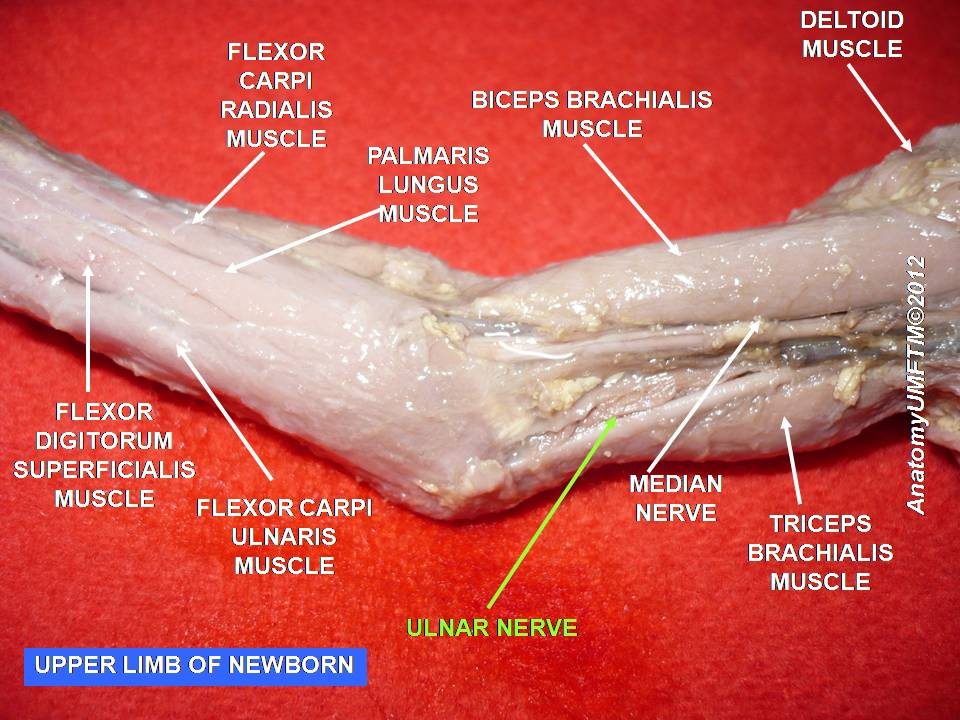
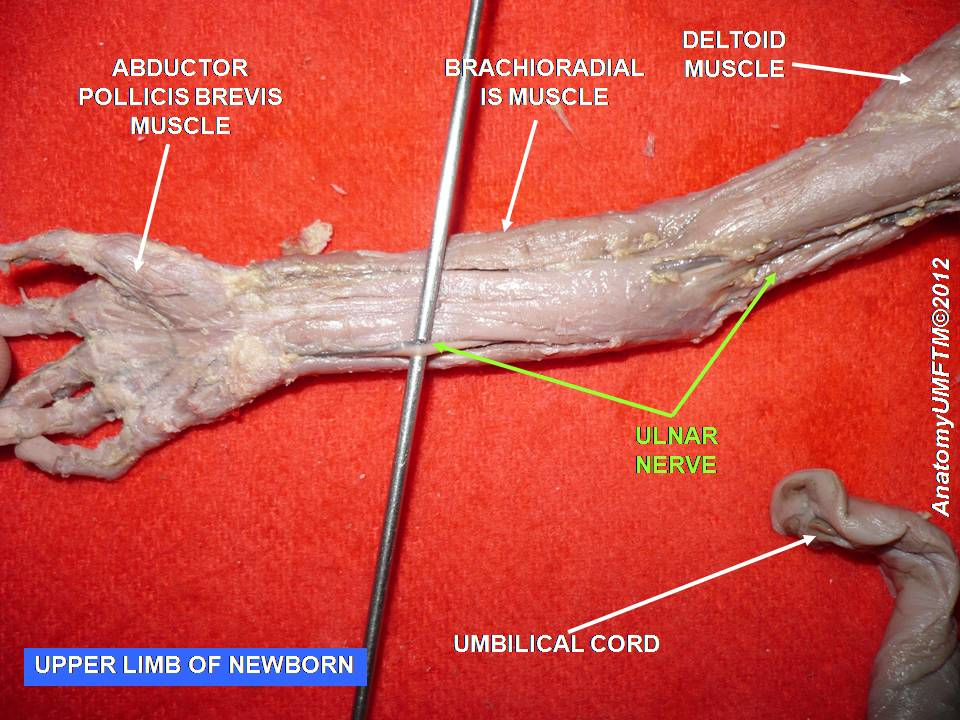
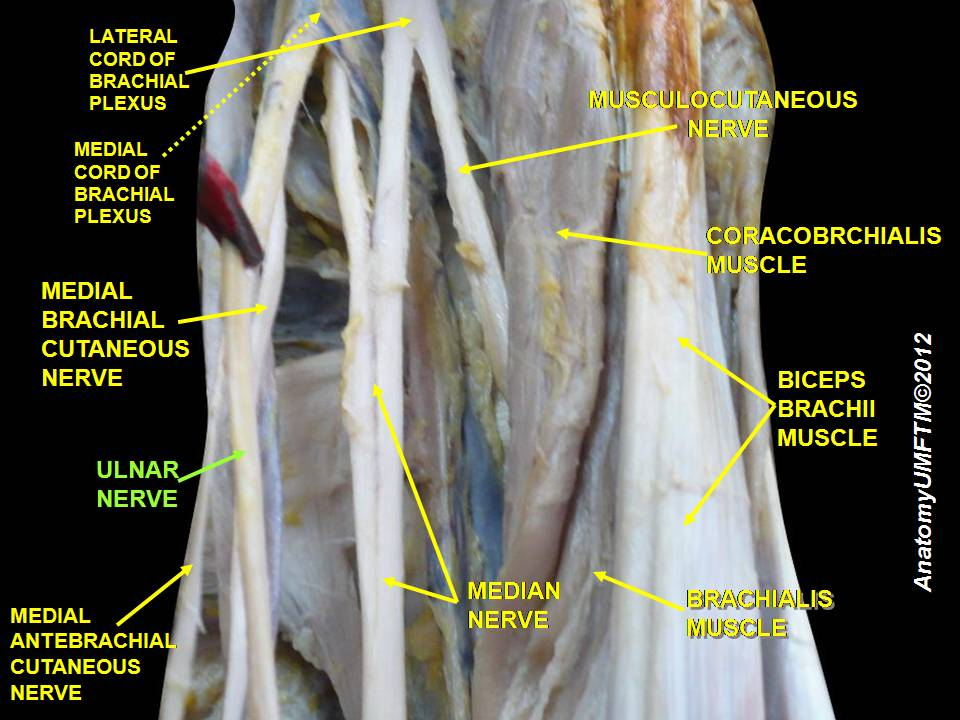
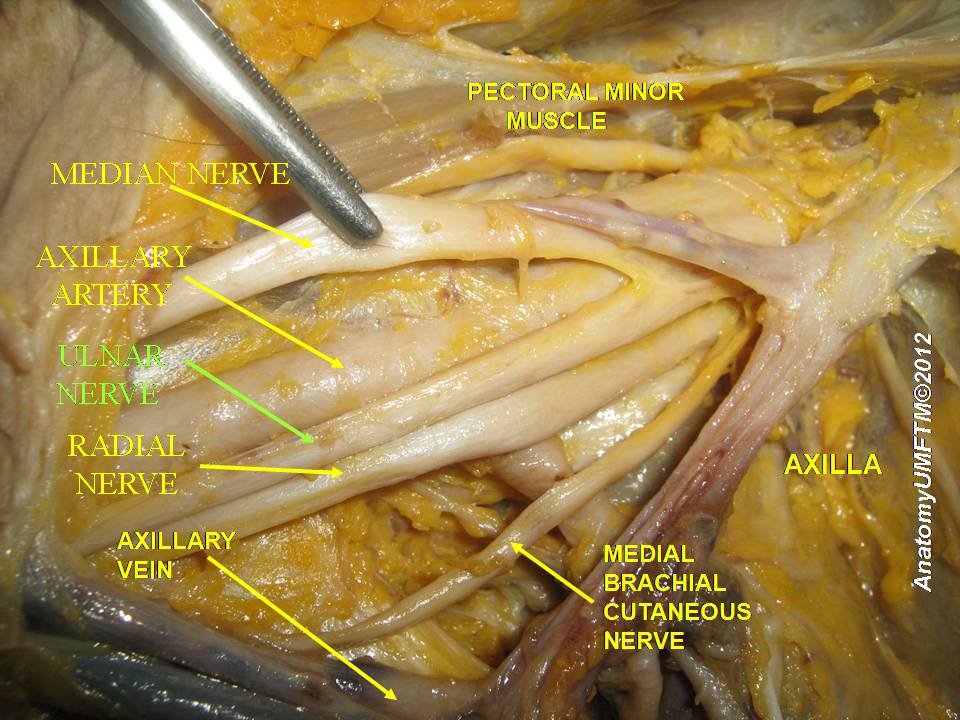
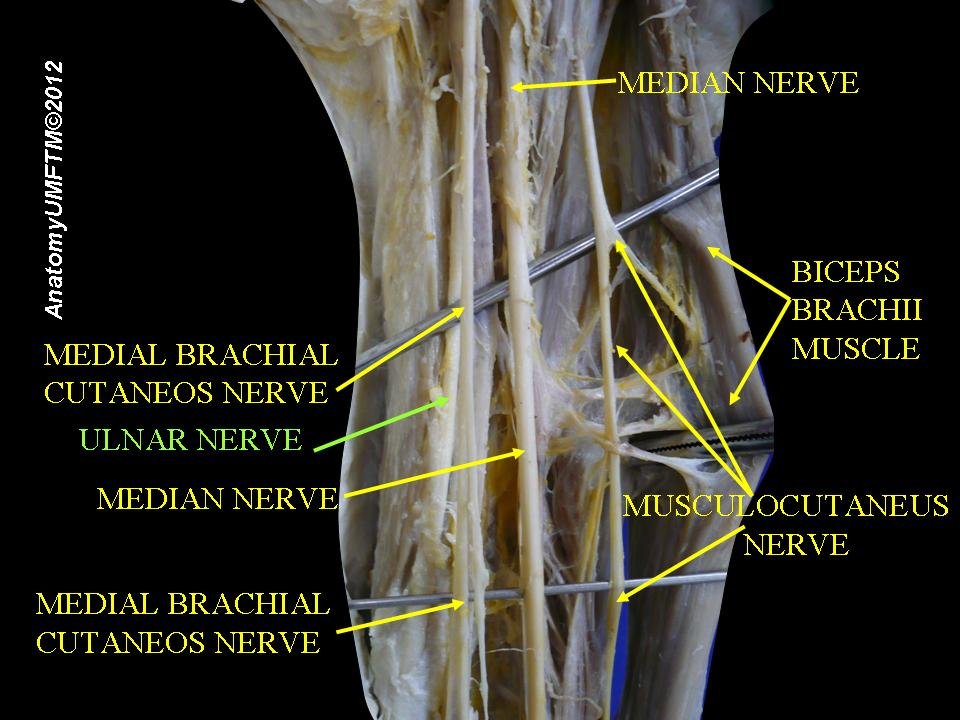